# Zatoka Phang Nga
Zatoka Phang Nga – zatoka Morza Andamańskiego u wybrzeży Tajlandii pomiędzy wyspą Phuket, wyspami Phi Phi a lądem stałym na Półwyspie Malajskim.

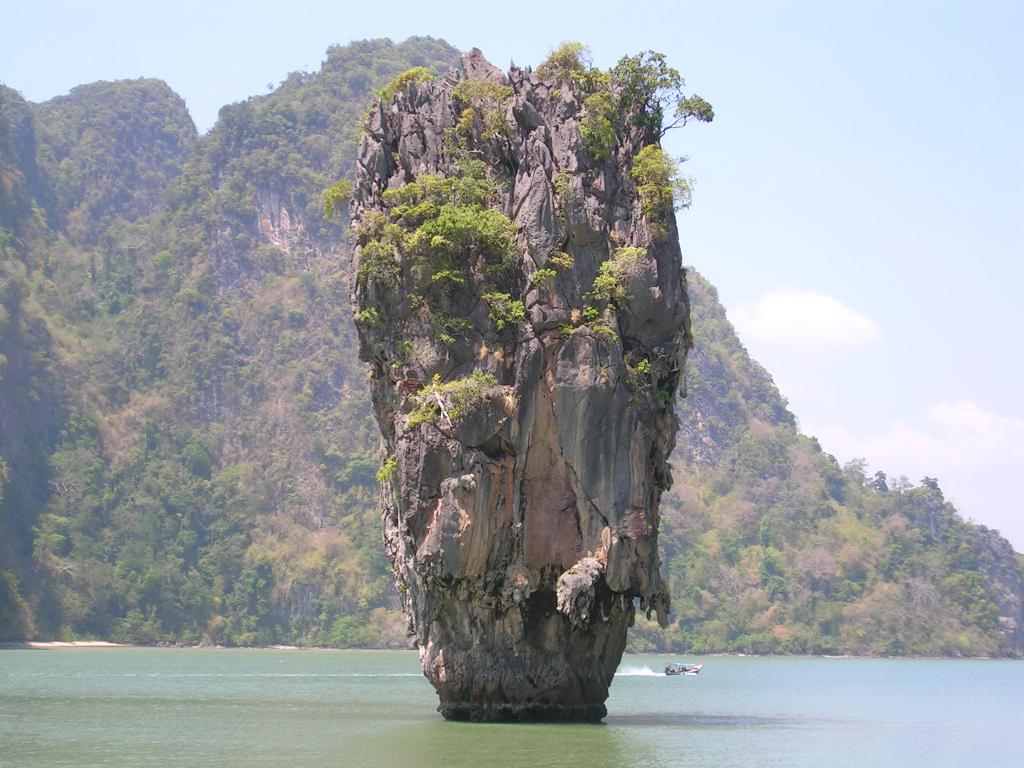
Ko Tapu lub wyspa Jamesa Bonda w Zatoce Phang Nga

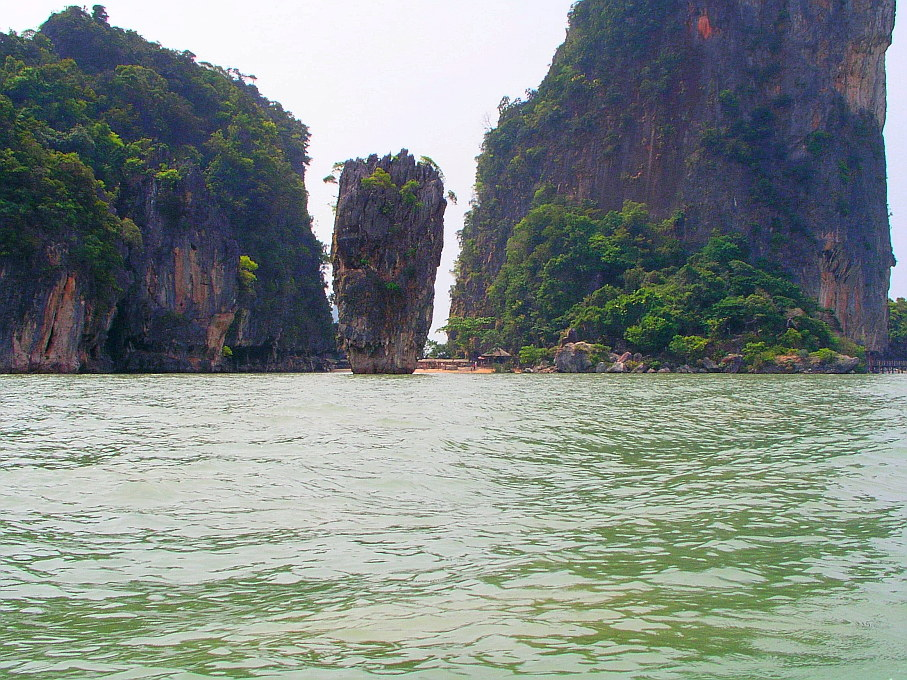
Ko Tapu jak gwóźdź wbija się w wyspę Kho Phing Kan

Powierzchnia zatoki wynosi ok. 400 km². Od roku 1981 większa powierzchnia tej zatoki została objęta ochroną parkiem narodowym Phang Nga. Wyspy w zatoce zbudowane są z wapieni, tworząc krajobraz z ok. 40 wyspami o fantastycznych kształtach. Wysokość górzystych form wysepek sięga nawet 275 m n.p.m. Na większości z tych wysp znajdują się wyżłobione przez wodę jaskinie.
Jedna z takich jaskiń stała się słynna za sprawą filmu o agencie 007. Na niezamieszkanej wyspie Ko Tapu (Wyspa Gwóźdź) w filmie nakręconym w roku 1974 z udziałem Jamesa Bonda (w tej roli wystąpił Roger Moore) pt. Człowiek ze złotym pistoletem swą kryjówkę miał Francisco Scaramanga, czarny charakter. Od tego czasu wyspa zyskała swą drugą nazwę wyspy Jamesa Bonda.